# ヴァルイーズ＝ペルヴー
ヴァルイーズ＝ペルヴー （Vallouise-Pelvoux）は、フランス、プロヴァンス＝アルプ＝コート・ダジュール地域圏、オート＝アルプ県のコミューン。2017年1月1日、ヴァルイーズとペルヴーの2つのコミューンが合併して誕生した、コミューン・ヌーヴェル（fr）である。

## 地理
ブリアンソネ地方に位置する。アルプス山脈に位置し、エクラン国立公園の一部である。季節を通じて登山やマウンテンスポーツのメッカである。ペルヴー・ヴァルイーズ・スキーリゾートは、このコミューンにある。
コミューンはヴァルイーズ谷の中、エクラン山地の中心部にある。谷の中ではジル川とオンド川が生まれ、合流してジロンド川（fr:Gyronde、デュランス川支流）が生じる。道路でのアクセスは、オート・デュランス谷を経由する。最寄りの町はブリアンソンである。
古い村落はしばしば谷底に建てられ、それらにはアルパージュ（fr、樹木もまれな高山のツンドラ地帯）集落も含まれる。地元の建築様式は、ヴァルイーズ谷の典型的なものである。
コミューンの領域内には、エクラン山地の高い峰々が含まれる。3900mを超えるのは、バール・デゼクラン（fr、4102m）、ドーム・ド・ネージュ・デゼクラン（fr、4015m）、レルフロワド（fr、3954m）、モン・ぺルヴー(fr、3946m）、ピック・サン・ノム（fr、3913m）である。いくつか氷河もあり、代表的なものはブラン氷河（fr）、ノワール氷河（fr）、セレ氷河である。

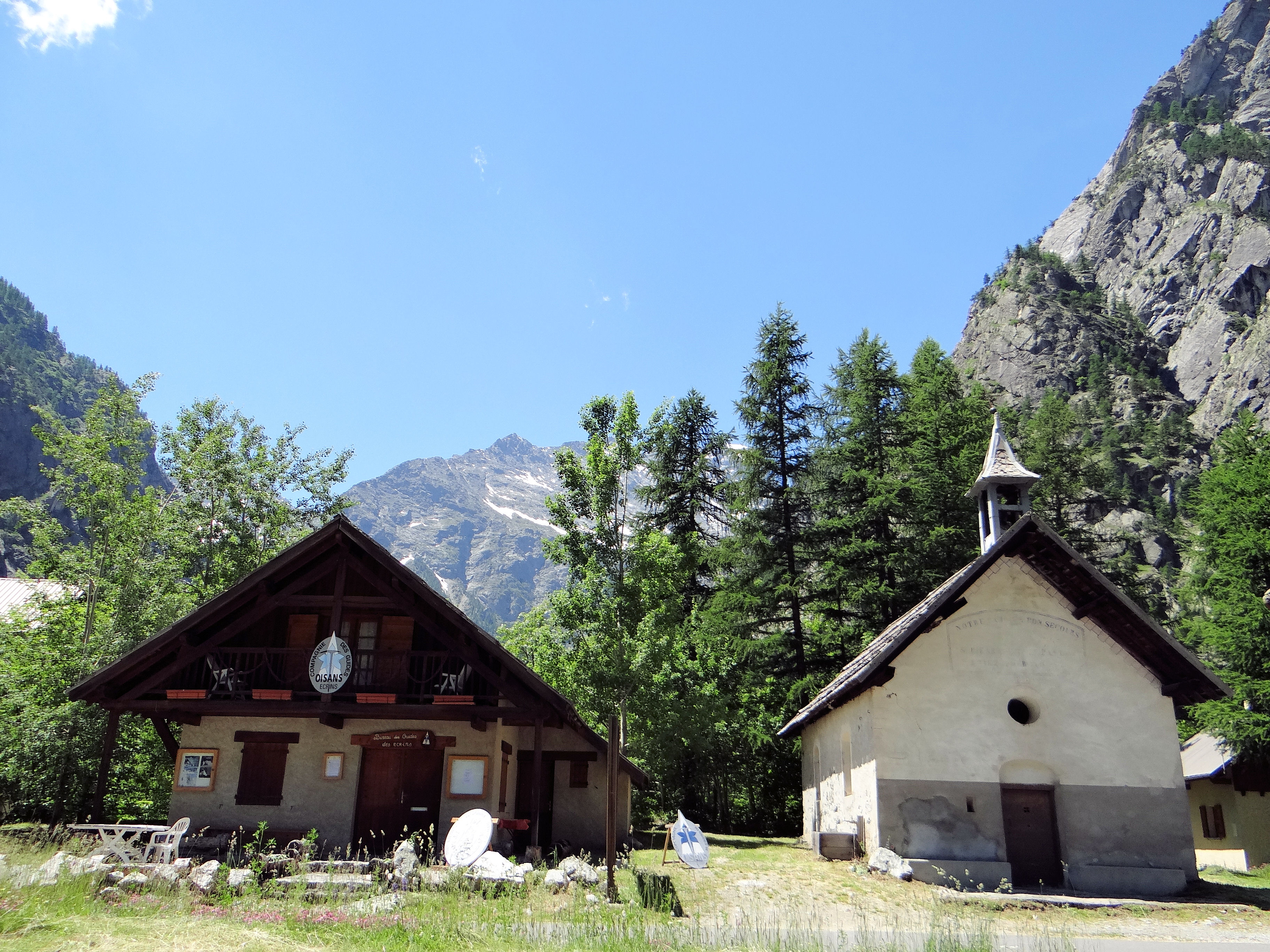
エルフロワド集落
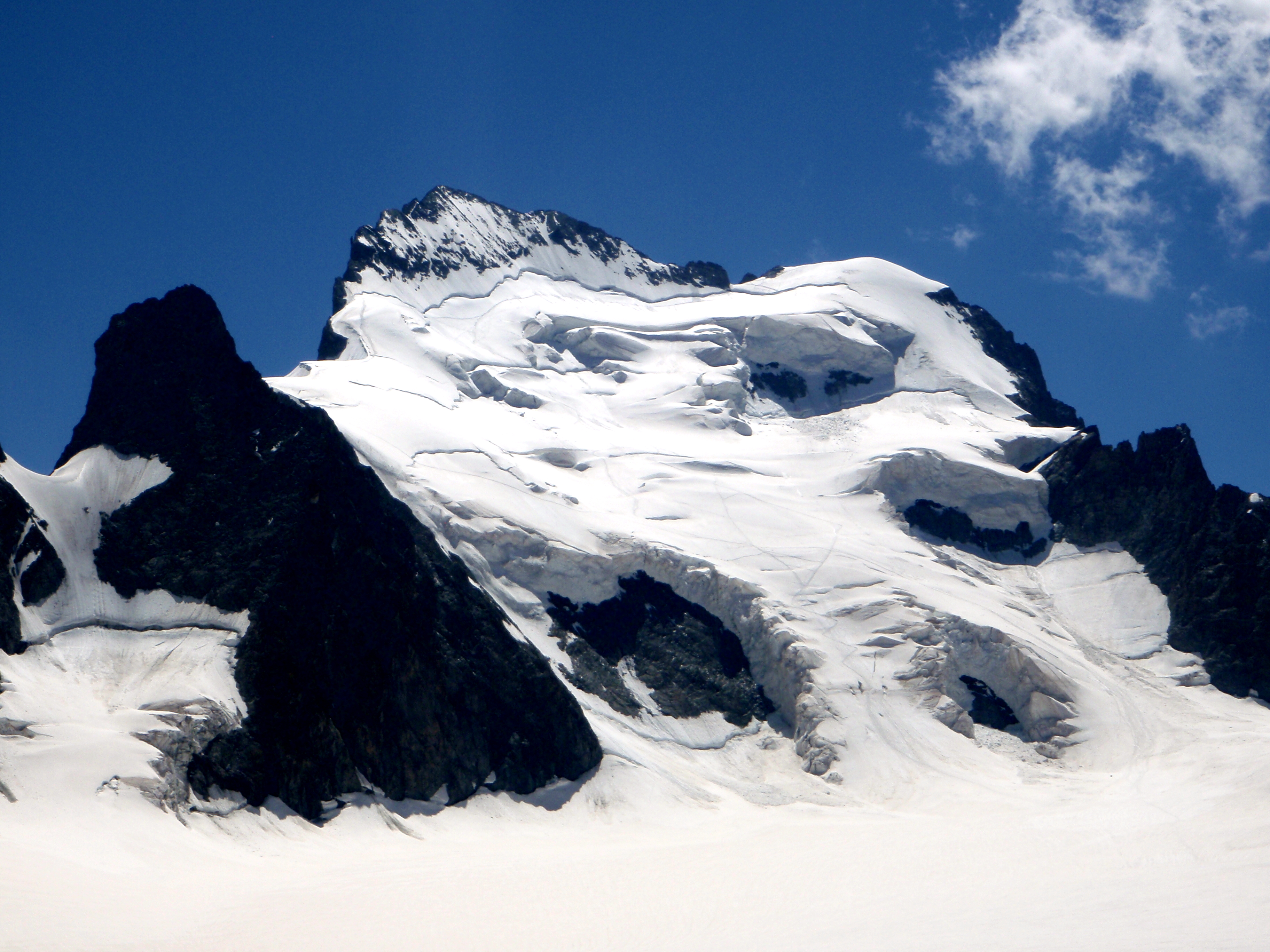
バール・デゼクラン
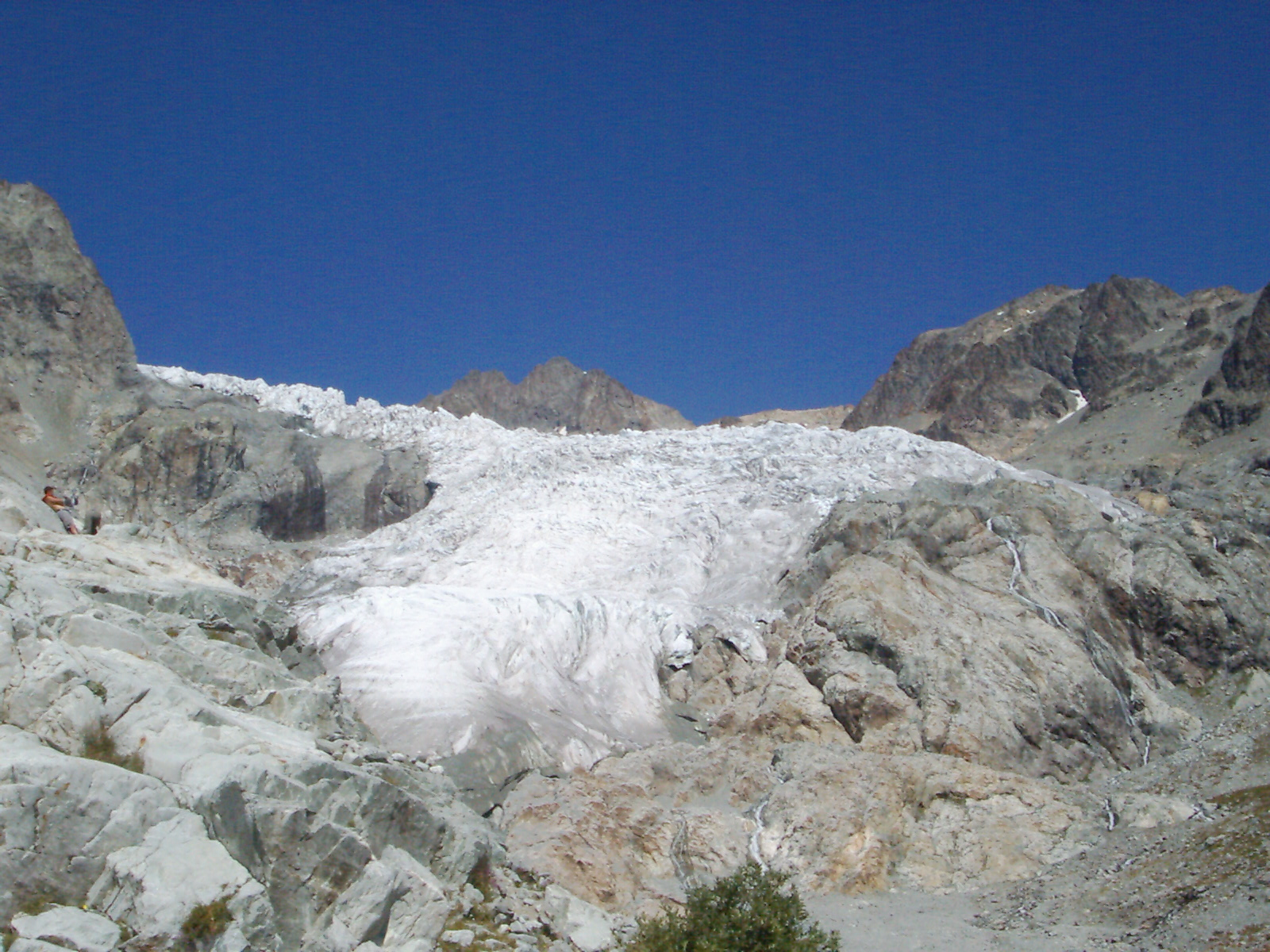
ブラン氷河
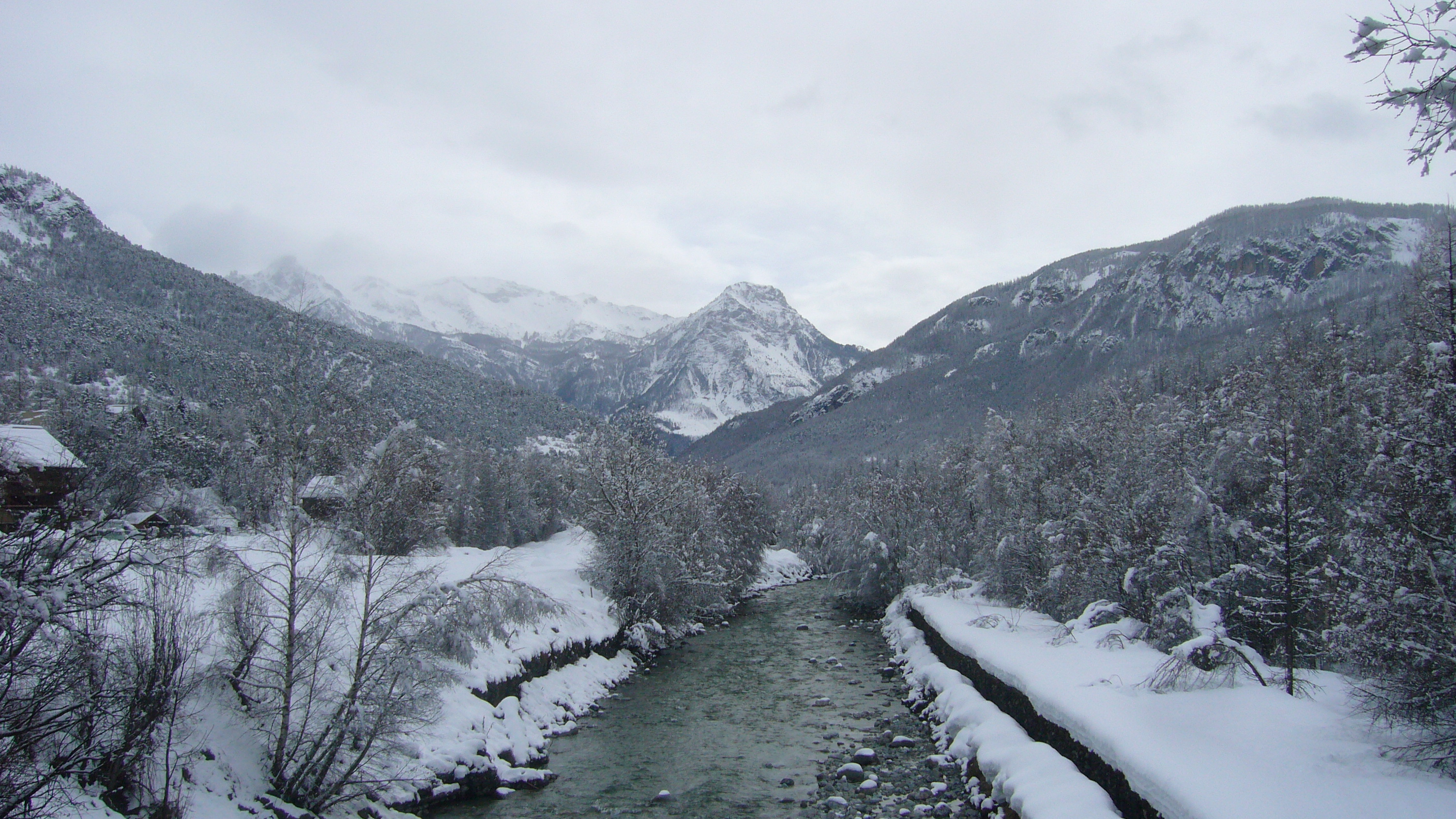
オンド川
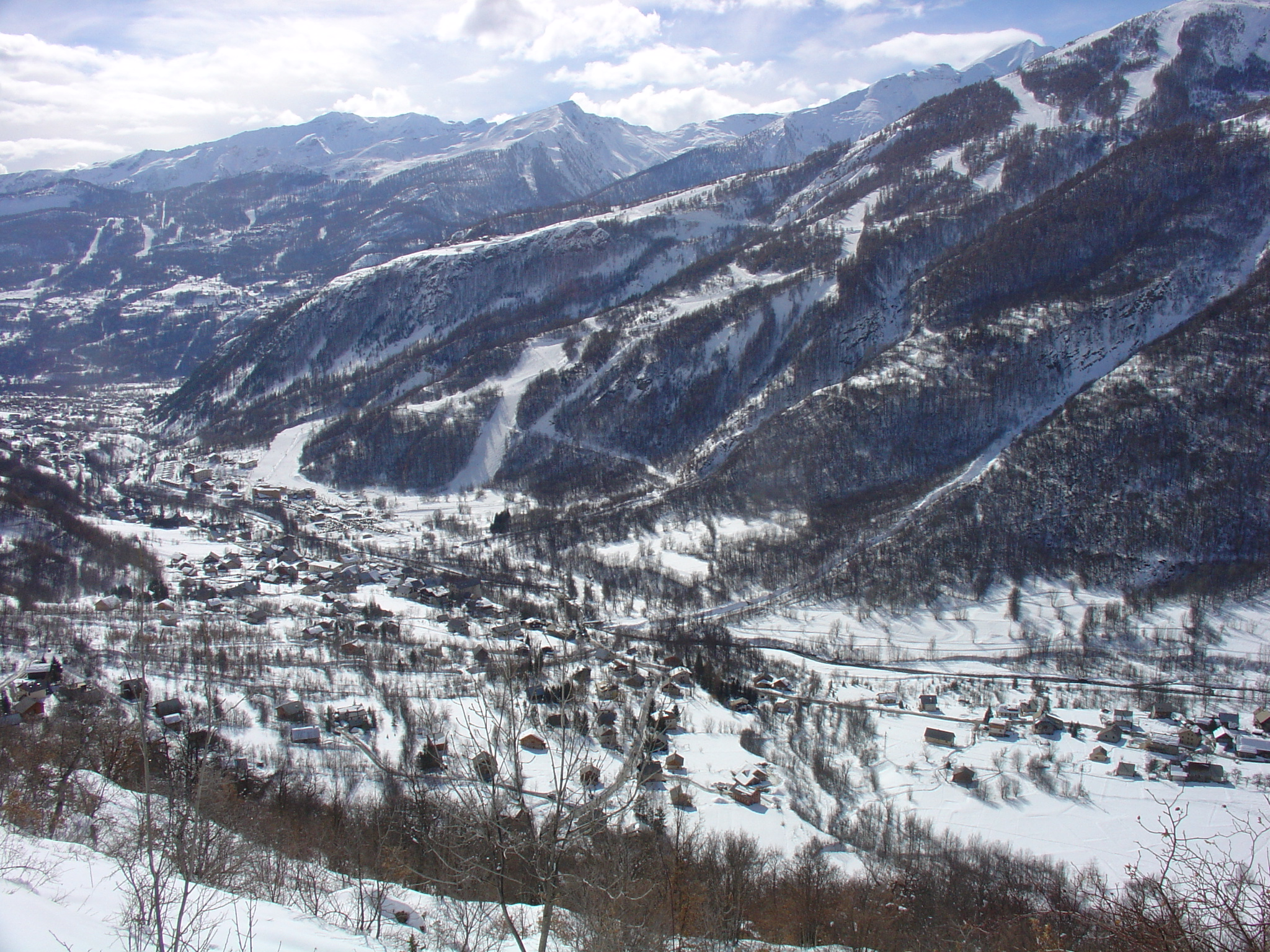
スキー場

## 参照
1. ↑  "Arrêté du 5 septembre 2016 portant création d'une commune nouvelle | Legifrance". www.legifrance.gouv.fr (フランス語). 2017年3月12日閲覧。